# À la claire fontaine
À la claire fontaine (in italiano: Alla chiara fontana) è una canzone francese tradizionale che è molto popolare in Canada, specialmente nelle regioni dove si parla in francese, prima fra tutte il Québec.
Il canto deriva da un poema anonimo scritto tra il XV e il XVIII secolo. Secondo l'etnomusicologo canadese Marius Barbeau, la canzone era stata composta da un giullare del XV o XVI secolo. Secondo il giornalista canadese James Huston l'aria e le parole sarebbero state composte da uno dei primi viaggiatori canadesi

## Testo (versione cantata)
À la claire fontaine

M’en allant promener

J’ai trouvé l’eau si belle

Que je m’y suis baigné

Il y a longtemps que je t’aime,

Jamais je ne t’oublierai

  

Sous les feuilles d’un chêne,

Je me suis fait sécher.

Sur la plus haute branche,

Un rossignol chantait.

Il y a longtemps que je t’aime,

Jamais je ne t’oublierai

Chante, rossignol, chante,

Toi qui as le cœur gai.

Tu as le cœur à rire…

Moi je l’ai à pleurer.

Il y a longtemps que je t’aime,

Jamais je ne t’oublierai.

J'ai perdu mon amie

Sans l'avoir mérité.

Pour un bouquet de roses 

Que je lui refusai…

Il y a longtemps que je t’aime,

Jamais je ne t’oublierai.

Je voudrais que la rose

Fût encore au rosier,

Et que ma douce amie

Fût encore à m'aimer.

Il y a longtemps que je t’aime,

Jamais je ne t’oublierai.

## Nel cinema
- 1987, Arrivederci ragazzi di Louis Malle
- 2004, Les choristes - I ragazzi del coro di Christophe Barratier
- 2006, Il velo dipinto di John Curran
- 2008, Ti amerò sempre di Philippe Claudel